# Villanueva de los Infantes (Gerichtsbezirk)
Der Gerichtsbezirk Villanueva de los Infantes ist einer der zehn Gerichtsbezirke in der spanischen Provinz Ciudad Real.
Der Bezirk umfasst 16 Gemeinden auf einer Fläche von 2.658,94 km² mit dem Hauptquartier in Villanueva de los Infantes.

## Gemeinden
| Gemeinde                                  | Einwohner (2024) | Fläche km² | Dichte Einw./km² | Cod INE | Postleitzahl |
| ----------------------------------------- | ---------------- | ---------- | ---------------- | ------- | ------------ |
| Albaladejo                                | 1.003            | 48,94      | 20               | 13004   | 13340        |
| Alcubillas                                | 418              | 47,46      | 9                | 13008   | 13391        |
| Alhambra                                  | 969              | 580,25     | 2                | 13010   | 13248        |
| Almedina                                  | 482              | 55,90      | 9                | 13014   | 13328        |
| Carrizosa                                 | 1.106            | 26,04      | 42               | 13032   | 13329        |
| Cózar                                     | 899              | 64,99      | 14               | 13037   | 13345        |
| Fuenllana                                 | 200              | 59,96      | 3                | 13043   | 13333        |
| Montiel                                   | 1.197            | 271,29     | 4                | 13057   | 13326        |
| Puebla del Príncipe                       | 647              | 33,97      | 19               | 13069   | 13342        |
| Santa Cruz de los Cáñamos                 | 471              | 17,72      | 27               | 13076   | 13327        |
| Terrinches                                | 586              | 55,52      | 11               | 13081   | 13341        |
| Torre de Juan Abad                        | 944              | 399,73     | 2                | 13084   | 13344        |
| Villahermosa                              | 1.709            | 363,01     | 5                | 13089   | 13332        |
| Villamanrique                             | 1.072            | 370,00     | 3                | 13090   | 13343        |
| Villanueva de la Fuente                   | 1.883            | 129,10     | 15               | 13092   | 13330        |
| Villanueva de los Infantes                | 4.785            | 135,06     | 35               | 13093   | 13320        |
| Gerichtsbezirk Villanueva de los Infantes | 18.371           | 2.658,94   | 7                | –       | –            |